# Mísia (cantora)
Mísia, nome artístico de Susana Maria Alfonso de Aguiar (Porto, 18 de junho de 1955 – Lisboa, 27 de julho de 2024), foi uma cantora portuguesa, considerada uma das mais importantes fadistas de Portugal.

## Biografia
Nascida Susana Maria Alfonso de Aguiar, no Porto, filha de pai português e mãe catalã, a cantora deu uma nova roupagem à música tradicional lusitana.[carece de fontes?] Cantando em português, francês, napolitano, catalão e espanhol, misturava tendências, diferentes culturas e sons.[carece de fontes?]
O seu disco de estreia, Mísia, foi editado em 1991. O disco inclui canções de Joaquim Frederico de Brito, José Niza, José Carlos Ary dos Santos, Carlos Paião, entre outros.

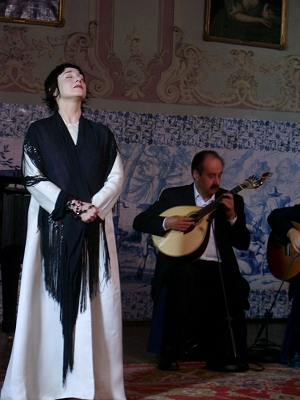
Mísia ao vivo.

Em 1993, regressou com Fado, que foi produzido por Vitorino Salomé e contém canções como "Liberdades Poéticas", de Sérgio Godinho, "Nasci Para Morrer Contigo", de António Lobo Antunes e Vitorino, "Fado Adivinha", de José Saramago e António Victorino de Almeida, e ainda versões de "Velhos Amantes", de Jacques Brel, de "As Time Goes By" e de "Nome de Rua", de Amália Rodrigues.
Novo álbum, "Tanto menos, tanto mais" foi editado em 1995 e onde canta nomes como António Lobo Antunes, Fernando Pessoa ou João Monge.
O disco "Garras dos Sentido" foi editado em 1998. Canta poemas de Fernando Pessoa, Mário de Sá-Carneiro, Natália Correia e António Botto e ainda de contemporâneos como José Saramago, Mário Cláudio, Agustina Bessa-Luís e Lídia Jorge. O disco recebeu em França o prémio Charles Cros. Lança o álbum "Paixões Diagonais" que conta com a colaboração da pianista Maria João Pires.
Em 2001 foi editado "Ritual". Com base em canções de Carlos Paredes e poemas de Vasco Graça Moura lançou "Canto" em 2003.
O álbum "Drama Box", editado em 2005, contou com a participação de Fanny Ardant, Miranda Richardson, Ute Lemper, Carmen Maura, Maria de Medeiros e Sophia Calle.
A 19 de janeiro de 2004, foi condecorada com o grau de Cavaleiro da Ordem das Artes e das Letras de França. A 19 de abril de 2005, foi agraciada com o grau de Comendador da Ordem do Mérito.
O disco "Ruas" (Lisboarium & Tourists) foi editado em 2009.
Morreu vítima de cancro - doença que batalhava desde 2016 - a 27 de julho de 2024, aos 69 anos, no Hospital de Santa Maria, em Lisboa, onde se encontrava internada.

## Carreira

### Discografia
- 1991 — Mísia
- 1993 — Fado
- 1995 — Tanto menos, tanto mais
- 1998 — Garras dos Sentidos
- 1999 — Paixões diagonais
- 2001 — Ritual
- 2003 — Canto
- 2005 — Drama box
- 2009 — Ruas (Lisboarium & Tourists)
- 2011 — Senhora da Noite[5]
- 2013 — Delikatessen Café Concerto
- 2015 — Para Amália
- 2016 — Do primeiro fado ao último tango
- 2019 — Pura vida (Banda sonora)
- 2022 — Animal sentimental

### Cinema
- 2010 — Passione, de John Turturro